# 소말리아의 섬
소말리아의 섬들은 북쪽으로는 아덴만에, 영토의 정점에는 과르다푸이 해협에, 동쪽으로는 인도양에 인접해 있다.

## 아덴만
소말리아의 아덴만 내 유일한 섬들은 제일라 군도에 위치하며, 이 중 가장 큰 섬은 사카딘과 아이밧이다.

## 과르다푸이 해협
과르다푸이 해협에 위치한 자시라다 쿠리는 과르다푸이 곶 해안에서 불과 100킬로미터 떨어져 있다. 그러나 소코트라주에 행정적으로 속해 있어 예멘의 관할하에 있다. 쿠리와 나머지 세 섬은 소말리아 해안에서 370km 미만(해양법에 관한 유엔 협약에서 정의하는 국가의 배타적 경제 수역)에 있음에도 불구하고 소말리아의 배타적 경제 수역에 포함되지 않는다. 이에 소말리아는 유엔에 주권 논의를 요청했다.

## 인도양
바주니 군도에는 6개의 주요 섬이 있다. 이들은 자시라다 찬드라, 자시라다 초바예, 자시라다 출라, 자시라다 코야마, 자시라다 다라카시 및 자시라다 응구미이다.